# Палаццо Чивена
Палаццо Чивена (итал. Palazzo Civena, также называемый Чивена Триссино) — городской дворец, построенный по проекту Андреа Палладио в 1540 году в Виченце. Первый реализованный проект городского дворца по проекту Палладио, построен по заказу братьев Джованни Джакомо, Пьера Антонио, Винченцо и Франческо Чивена, которые владели им пятнадцать лет. Позднее в течение четырех столетий принадлежал графам Триссино даль Велло д' Оро, при которых дворец значительно расширился.
С 1994 года он включен в список 23 палладианских памятников города, входящих в список Всемирного наследия ЮНЕСКО.

## История
Дата «1540», выгравированная на фундаментном медальоне, хранящемся в городском музее Виченцы, указывает на то, что в этом году был заложен первый камень. Строительство, вероятно, было завершено два года спустя, за полгода до начала строительства дворца Тиен. В 1565 году собственность перешла к семье Триссино, которая владела им в течение следующих четырех столетий.
Дворец был несколько расширен в 1750 году архитектором Доменико Черато, который добавил к дворцу боковые крылья по заказу графов Триссино даль Велло д’Оро. Надпись, присутствующая в антаблементе фасада, напоминает о последних пристройках, заказанных в 1820 году графом Джанджорджио Триссино по случаю его свадьбы с маркизой Терезой Бриньоле. Палаццо Чивена пострадал в результате англо-американских бомбардировок во время Второй мировой войны (2 апреля 1944 года, как и находившийся рядом с ним театр Эретенио). После войны в отремонтированном здании разместился дом престарелых.

## Проект Палладио
Палаццо Чивена не включен в «Четыре книги по архитектуре» Палладио (1570), но существуют различные рисунки и чертежи Палладио с автографами, которые документируют различные альтернативы, разработанные во время проектирования. Нынешнее распределение комнат не является окончательным решением, выбранным Палладио, а является результатом серьезного вмешательства Черато, который расширил атриум и изменил лестницу. Однако первоначальный план можно реконструировать благодаря плану, опубликованному Оттавио Бертотти Скамоцци в 1776 году (заказанным семьёй Триссино, тогдашними владельцами здания): группировка комнат в две линии, расположенных по бокам атриума с серлианой, очень близка проектам вилл Палладио тех же лет.
Ранняя дата проектирования делает Палаццо Чивена драгоценным свидетельством юношеской деятельности Палладио и его архитектурной культуры перед решающей поездкой в Рим в 1541 году с Джан Джорджио Триссино, его покровителем. Как и вилла Триссино Криколи, здание знаменует собой разрыв со строительной практикой Виченцы: традиционная полифора в центре фасада заменена регулярной последовательностью травей, перемежающихся парными пилястрами. В этом Палладио, очевидно, вдохновлен римскими дворцами начала XVI века (такими, как исчезнувший Палаццо Каприни работы Браманте), но ясно, что это не прямое заимствование: фасад здания кажется вырезанным из листа бумаги. Более того, все элементы архитектурного языка происходят из венецианского, а не римского опыта, в первую очередь зданий, созданных Джованни Марией Фальконетто в Падуе.

## План, фасад и рельеф здания
- Палаццо Чивена, план ( Оттавио Бертотти Скамоцци, 1776 г.)
- Палаццо Чивена, главный фасад (Анджей и Ева Пересвет Солтан, 1977 г.)
- Палаццо Чивена, рельеф (из Зорци, 1965 г.)

- Палаццо Триссино даль Велло д'Оро (ранее Чивена), литография Марко Моро, посвященная Джанджорджио Триссино даль Велло д'Оро, 1847 год.
- Деталь окон Палаццо Чивена Триссино.